# Katharina Bormann
Katharina Bormann (geb. Fiedler) (* 26. September 1937 in Cottbus; † September 2010 in Altdöbern) war eine deutsche Musikpädagogin und CDU-Politikerin. Als Abgeordnete vertrat sie die CDU der DDR in der letzten, erstmals frei gewählten Volkskammer.

## Leben
Katharina Bormann wurde als Katharina Fiedler am 26. September 1937 in Cottbus geboren. Sie wuchs die ersten Lebensjahre in einer Spremberger Kaufmannsfamilie auf, wurde aber durch die Folgen des Zweiten Weltkrieges zur Vollwaisin. Ab 1946 lebte sie daraufhin bei einer Großmutter in Altdöbern. Zunächst absolvierte sie von 1943 bis 1946 die Grundschule in Spremberg, wechselte dann aber durch den Umzug auf die Zentralschule in Altdöbern, wo sie 1955 ihr Abitur ablegte. Anschließend war sie für ein Jahr bei der Deutschen Reichsbahn tätig, danach arbeitete sie von 1957 bis 1958 für den Rat des Kreises Calau im mittlerweile nicht mehr existenten Ort Reppist. Da Bormann erst 1961 ein Unterstufenlehrerstudium begann ist anzunehmen, dass sie bis dahin Mutter und Hausfrau war, da sie insgesamt 3 Kinder gebar. Das Studium konnte Bormann vor Ort am Institut für Lehrerbildung Altdöbern durchführen, sie belegte dabei den Schwerpunkt Musik. Nach dem abgeschlossenen Studium wurde sie zunächst von 1964 bis 1970 als Unterstufenlehrerin an der Altdöberner Zentralschule eingesetzt. 1969 begann Bormann am Weiterbildungsinstitut Berlin-Pankow ein kombiniertes Direkt- und Fernstudium, welches sie 1972 als Diplom-Musikpädagogin abschloss. In diese Zeit fällt auch ihr Parteieintritt, Katharina Bormann trat 1970 in die Blockpartei CDU ein. Bereits während ihres Fernstudiums unterrichtete sie nun auch ab 1970 ältere Klassen in der mittlerweile in POS “Hans Beimler” Altdöbern umbenannten ehemaligen Altdöberner Zentralschule. 1984 wurde Bormann zur Oberlehrerin ernannt. Nach der politischen Wende in der DDR unterrichtete sie nach ihrer Abgeordnetentätigkeit, die im Oktober 1990 endete, noch bis zum Schuljahresende im Sommer 1992 an der Gesamtschule Altdöbern, dem Nachfolger der POS, als Musiklehrerin. Danach ging sie mit 55 Jahren in den ihr angebotenen Vorruhestand.

## Politisches Engagement
Nach ihrem Eintritt in die CDU war Bormann jahrzehntelang ein prägendes Mitglieds der Altdöberner CDU-Ortsgruppe, für die sie auch jahrelang im Altdöberner Gemeinderat saß. Zuletzt war sie noch bis Herbst 2008 mit einem Mandat der Freien Wähler im Gemeinderat. Für die ersten freien Volkskammerwahlen am 18. März 1990 wurde Bormann im Wahlbezirk Cottbus auf Listenplatz Nummer drei gesetzt. Da die CDU dort neun Mandate erringen konnte, wurde Bormann Volkskammerabgeordnete. Im letzten DDR-Parlament war sie Mitglied des Bildungsausschusses. Bei den ersten gesamtdeutschen Bundestagswahlen erhielt Bormann auf der Brandenburger Landesliste den Listenplatz 13, der letztlich nicht zum Einzug in den Bundestag reichte.